# Maize Island Lagoon Conservation Park
Maize Island Lagoon Conservation Park är en park i Australien. Den ligger i delstaten South Australia, omkring 160 kilometer nordost om delstatshuvudstaden Adelaide. Maize Island Lagoon Conservation Park ligger 17 meter över havet.
Trakten runt Maize Island Lagoon Conservation Park är nära nog obefolkad, med mindre än två invånare per kvadratkilometer.. Närmaste större samhälle är Waikerie, nära Maize Island Lagoon Conservation Park.
Omgivningarna runt Maize Island Lagoon Conservation Park är i huvudsak ett öppet busklandskap. Genomsnittlig årsnederbörd är 304 millimeter. Den regnigaste månaden är februari, med i genomsnitt 66 mm nederbörd, och den torraste är oktober, med 7 mm nederbörd.